# Île Ange
L’île Ange est une îlot de Nouvelle-Calédonie appartenant administrativement à Païta.